# Rostocker Motettenchor
Der Rostocker Motettenchor wurde 1964 gegründet. Er ist Teil der St.-Johannis-Kantorei an der Johanniskirche (Rostock). 

## Geschichte
Der Kantor und spätere Kirchenmusikdirektor Hartwig Eschenburg gründete vier Jahre nach seinem Wechsel an die St.-Johannis-Kirche in Rostock einen Chor für anspruchsvolle Chormusik von Schütz und Bach bis zu Distler und Pepping.  
Schon früh fand der Chor mit Konzerten in berühmten Kirchen und Konzerthäusern der DDR Beachtung. Er trat unter anderem in der Dresdner Kreuzkirche, der Thomaskirche und dem Neuen Gewandhaus in Leipzig und dem Berliner Konzerthaus auf. Viele namhafte Solisten, wie zum Beispiel Peter Schreier und Ludwig Güttler, arbeiteten mit dem Rostocker Motettenchor zusammen.
Konzertreisen ins Ausland blieben dem Kirchenchor jedoch lange verwehrt. Erst 1988 gab es Auftritte in Polen, und 1989, kurz vor der politischen Wende, in Schleswig-Holstein. Als einziger Kirchenchor wurde er von der DDR-Regierung zu Schallplattenaufnahmen zugelassen. Es entstanden Aufnahmen sämtlicher Bach-Motetten und eine LP mit dem Titel Abendstille. Neben zahlreichen Konzerten auch in den alten Bundesländern, beispielsweise zum Abschluss der Bach-Akademie in Stuttgart, gastierte der Chor, der über ein breites Repertoire an A-cappella- und oratorischen Werken von der Klassik bis zur Moderne verfügt, bereits in Luxemburg, Dänemark, den Niederlanden und Tschechien.
Ein besonderer Höhepunkt war 1995 die Teilnahme am Oregon-Bach-Festival in den USA, wo der Chor unter anderem an einer international besetzten Aufführung des War Requiem von Benjamin Britten mitwirkte. 
Der Gründer des Chores, Kirchenmusikdirektor Hartwig Eschenburg, leitete den Chor bis 2000. Danach übernahm Markus Johannes Langer die Leitung der St.-Johannis-Kantorei und damit auch die des Rostocker Motettenchores.
2002 war der Chor in England zu Gast, 2003 in Amsterdam. So gestaltete der Chor 2003 gemeinsam mit dem Hilliard Ensemble das Abschlusskonzert des Musiksommers Mecklenburg-Vorpommern mit Werken von Arvo Pärt.
Im April 2005 führte der Chor mit Thomas Quasthoff den „Elias“ von Felix Mendelssohn Bartholdy auf. Im Sommer 2005 gestaltete der Rostocker Motettenchor gemeinsam mit dem Hilliard Ensemble zum einen ein Heinrich-Schütz-Programm im Rahmen der Festspiele Mecklenburg-Vorpommern und zum anderen ein Arvo-Pärt-Programm im Rahmen des Rheingau Musik Festivals, bei dem der Komponist selbst anwesend war. Eine Konzertreise mit Werken der Grazer Hofkapelle führte den Chor gemeinsam mit dem Orchester „Barocco Locco“ im Herbst 2005 durch die Niederlande. Im Februar 2006 sang der Chor die Matthäus-Passion von Johann Sebastian Bach unter anderem mit Thomas Quasthoff als Christus. 
Seit mehreren Jahren ist der Rostocker Motettenchor fester Bestandteil der Festspiele Mecklenburg-Vorpommern und musizierte in der Reihe Musik aus MV zusammen mit Festspielpreisträgern und anderen bekannten Künstlern. So gaben 2012 und 2016 der Motettenchor gemeinsam mit The King’s Singers im Rahmen der Festspiele Mecklenburg-Vorpommern Konzerte im Doberaner Münster und in der St.-Georgen-Kirche in Parchim. Ebenfalls im Programm der Festspiele stand das Konzert des Chores zur Abschiedstournee des Hilliard Ensembles am 20. Juli 2014 im Doberaner Münster.
Auch weiterhin bleiben Reisen in Deutschland und ins Ausland in Planung. Der Schwerpunkt des Engagements des Chores liegt jedoch in Rostock und der näheren Umgebung.

## Diskographie
- Bach-Motetten auf Bach Edition Leipzig 1980-1984 bei Capriccio 2000
- Bach-Motetten auf Bach Edition Leipzig 1980-1984 bei Delta 2006
- Abendstille Berlin 1988
- In Principio bei Aliud 2006
- diverse CD mit Konzertmitschnitten im Eigenverlag